# Эадор. Сотворение
Эадор. Сотворение (англ. Eador: Genesis) — компьютерная игра. Автор игры — Алексей Бокулев. Графика и музыка (композитор Евгений Гулюгин) сделаны по заказу автора, но весь игровой дизайн, тексты и программирование созданы им в одиночку.

## Игровой мир
Игрок является Владыкой, полубогом, обитающим со своим верным слугой гремлином Зарром в Астрале. Целью игры является присоединение к своему миру осколков, «плавающих там и сям в астрале». Помимо игрока, в Астрале обитают другие полубоги, также собирающие свои миры.
Чтобы присоединить к своему миру осколок, игроку необходимо уничтожить врагов, желающих захватить осколок. Осколки предоставляют игроку бонусы и позволяют строить новые здания, нанимать новых юнитов и т. п. на других осколках.

## Сюжет
Для одиночной игры никакого сюжета не предусмотрено, поскольку в ней цель игрока заключается в захвате одиночного осколка и после победы/поражения игра завершается. Однако в кампании ход событий не столь однообразен, и захват осколка является лишь одним из этапов игры. Кроме него есть также астральный план, где происходит собственно развитие сюжета. При этом существует множество разветвлений, причем от тактики игрока зависит и концовка, которая имеет несколько выигрышных и проигрышных вариантов. Можно уничтожить всех противников, однако, несмотря на кажущуюся победу, вскоре после этого мир игрока также будет разрушен силами хаоса, полной противоположности упорядоченного Эадора.
Несмотря на то, что именно Хаос пытается поглотить осколки, его орудием являются демонические существа, рождённые на границе между Эадором и Хаосом. Таким образом, вне зависимости от выбранной тактики игроку придется взаимодействовать с другими Владыками. Однако злые Владыки настаивают на подчинении им, а добрые стремятся к сотрудничеству. Кроме всего прочего, владыки делятся своим мнением друг о друге с игроком — правда, некоторые будут пытаться извлечь из этого выгоду.
Для прохождения игры почти всегда требуется разрушать миры других Владык, однако это так или иначе лишит игрока части информации об Эадоре. Финал кампании может заключаться как в полном уничтожении соперников с помощью специального устройства, так и в сплочении враждующих сторон в альянс, совместно противостоящий силам демонов. В кампании фигурируют семь Ключей истины, получая которые, игрок может узнать о своей роли в мире Эадора — он оказывается духом Времени, лишившим себя сил и одновременно освободившимся от постоянного наблюдения за временем.
Однако, собрав их, герой игрока получает дар убеждения, становясь прообразом Создателя Эадора, способным примирить Владык. Этот путь кампании позволяет узнать как можно больше об Эадоре, его рождении и последовательности событий.

## Астрал
По словам Зарра, Астрал — мысленный план бытия, Вселенной, в то время как осколки — физический план. В Астрале видны осколки миров, принадлежащие физическому плану, но они — не что иное, как «мыслеформы», «проекции» физического на мысленное.
В Астрале присутствуют хаос и порядок. Владыки, созидая миры, творят порядок и не позволяют хаосу захватить Астрал. Как только Владыка теряет свой мир, его поглощает хаос.

## Осколки
Осколки — территории различных размеров, разбитые на поля. Одно поле — одна провинция, которую можно захватить (кроме гор и морей). У каждого игрока присутствует родовое поместье, в котором он может нанимать героев, армию, изучать заклинания, покупать вещи и строить здания.
Для охраны провинции можно нанять стражу и построить заставу, для улучшения жизни населения — построить нужные здания, такие как мельница, амбар или трактир (но прежде необходимо построить соответствующее здание в родовом поместье). Любую провинцию необходимо исследовать, чтобы её население могло расти и люди могли расселяться на больших территориях. Некоторые провинции имеют ресурсы, которые можно добывать (к примеру, древесина, мрамор, кони, железо, толкиеновский мифрил, чёрный лотос и многие другие).
Каждый герой и юнит имеют шкалу опыта, получаемого ими в результате сражений или исследования провинции. У героя при достижении нового уровня появляется возможность улучшения каких-либо навыков. Точно так же и у воинов, причём они, по мере увеличения опыта, получают больше денег за службу.

## Критика
Крупнейший российский портал игр Absolute Games поставил игре 81 %. Обозреватель отметил её интересный сюжет и систему диалогов, а также выделил искусственный интеллект.
«Игромания» поставила игре 7.0 баллов из 10. Рецензент указал на интересный геймплей и увлекательность игры, раскритиковав её графическое оформление и интерфейс. Заключение: «Хардкорная любительская пошаговая стратегия „Эадор: Сотворение“ наделена всеми родовыми признаками жанра: проработанным и аддиктивным геймплеем, а также бледным внешним видом и недружелюбием».
«Страна игр» поставила игре 8.5 из 10 баллов. К достоинствам были причислены игровая вселенная, интересный геймплей и сильный искусственный интеллект. К недостаткам было отнесено отсутствие системы сохранения в игровой кампании. Вердикт: «хотите развеять скуку? Добро пожаловать в „Эадор“!»
Журнал «Лучшие компьютерные игры» поставил игре 84 % из 100, наградив её короной, которой редакция награждает шедевры. Вердикт: «Тот, кто пропустит „Эадор“ из-за слабой графики, совершит грандиозную глупость».

## Продолжения
В 2012 году планировался выход новой игры от 1C-Snowball Studios и Unicorn Games, которая представляла собой трёхмерный ремейк с некоторым количеств улучшений и дополнений. В частности, разработчики пообещали уменьшить длительность игровой кампании, сделав её более насыщенной, а также добавить поддержку Mac OS и Linux. Алексей Бокулев, создатель оригинального «Эадора», подтвердил факт своего участия в разработке новой игры Эадор. Владыки миров (англ. Eador. Masters of the Broken World) вышла 19 апреля 2013 года только на PC, 1 мая 2014 года вышло дополнение «Дар Богов», а 5 июня — второе и на сей раз платное дополнение «Союзники».
28 января 2017 года вышла игра Эадор. Империя (англ. Eador. Imperium), в которой описана предыстория игрового мира.
В конце ноября 2020 года Snowbird Games на Steam объявила о разработке с августа этого года новой игры в игровой вселенной «Эадор», специально для анонса были подготовлены пара геймплейных скриншотов.

## Модификации
Благодаря относительной открытости игровых ресурсов существует большое количество модификаций для игры. Самая масштабная из них — «Новые Горизонты», в которой были добавлены новые юниты, расы, заклинания и много другого контента.